# Lars Lewén
Lars Lewén (ur. 7 października 1975) – szwedzki narciarz dowolny, specjalizujący się w skicrossie. Najlepszy wynik na mistrzostwach świata osiągnął podczas mistrzostw w Ruka i mistrzostw w Madonna di Campiglio, gdzie zajął 5. miejsce w skicrossie. Zajął także 24. miejsce w tej samej konkurencji na igrzyskach olimpijskich w Vancouver. Najlepsze wyniki w Pucharze Świata osiągnął w sezonie 2007/2008, kiedy to zajął 5. miejsce w klasyfikacji generalnej, a w klasyfikacji skicrossu był drugi. W sezonie 2008/2009 był trzeci w klasyfikacji skicrossu.

## Sukcesy

### Igrzyska olimpijskie
| Miejsce | Dzień     | Rok  | Miejscowość | Konkurencja | Zwycięzca      |
| ------- | --------- | ---- | ----------- | ----------- | -------------- |
| 24.     | 21 lutego | 2010 | Vancouver   | Skicross    | Michael Schmid |

### Mistrzostwa Świata
| Miejsce | Dzień    | Rok  | Miejscowość          | Konkurencja | Zwycięzca    |
| ------- | -------- | ---- | -------------------- | ----------- | ------------ |
| 5.      | 18 marca | 2005 | Ruka                 | Skicross    | Tomáš Kraus  |
| 5.      | 6 marca  | 2007 | Madonna di Campiglio | Skicross    | Tomáš Kraus  |
| 11.     | 2 marca  | 2009 | Inawashiro           | Skicross    | Andreas Matt |

### Puchar Świata

#### Miejsca w klasyfikacji generalnej
- 2001/2002 – 29.
- 2002/2003 – 7.
- 2003/2004 – 28.
- 2004/2005 – 28.
- 2005/2006 – 19.
- 2007/2008 – 5.
- 2008/2009 – 8.
- 2009/2010 – 25.
- 2011/2012 –

#### Zwycięstwa w zawodach
1. Grindelwald – 6 marca 2008 (Skicross)
2. Hasliberg – 9 marca 2008 (Skicross)
3. Valmalenco – 16 marca 2008 (Skicross)
4. Lake Placid – 19 stycznia 2009 (Skicross)
5. Branäs – 24 lutego 2009 (Skicross) –

#### Miejsca na podium
1. Saas-Fee – 23 listopada 2003 (Skicross) – 3. miejsce
2. Sauze d’Oulx – 12 marca 2004 (Skicross) – 3. miejsce
3. Naeba – 10 lutego 2005 (Skicross) – 3. miejsce
4. Blue Mountain – 20 stycznia 2010 (Skicross) – 2. miejsce
5. Alpe d’Huez – 11 stycznia 2012 (Skicross) – 3. miejsce

- W sumie (5 zwycięstw, 1 drugie i 4 trzecie miejsca).